# Thaumastochloa pubescens
Thaumastochloa pubescens là một loài thực vật có hoa trong họ Hòa thảo. Loài này được (Benth.) C.E.Hubb. miêu tả khoa học đầu tiên năm 1936.